# 차량 보안 센터
차량 보안 센터(영어: Vehicular Security Center) 또는 공식 명칭 세계 무역 센터 차량 보안 센터 및 관광버스 주차시설(영어: World Trade Center Vehicle Security Center and Tour Bus Parking Facility)은 뉴욕시 맨해튼 세계 무역 센터에 위치한 트럭 배달 검문소이자 지하 주차장이다. 보안 센터의 입구는 리버티 스트리트의 내셔널 셉템버 11 메모리얼 & 뮤지엄의 남쪽 끝을 따라 지상 층에 위치해 있다. VSC는 16에이커의 WTC 단지 전체를 가로지르는 터널을 통해 연결되며, 입구의 보안 검색대와 차량 서비스가 필요한 단지의 건물 및 서비스를 연결한다. 지하 차고는 세입자, 방문객 및 관광 버스를 위한 주차 공간을 제공한다.
리버티 파크가 차량 보안 센터의 지붕 위에 있으며, 2001년 9월 11일 테러로 파괴되었던 성 니콜라오스 그리스 정교회 성당이 2022년 12월 6일 리버티 파크에 재건되었다. 도이치은행 건물이 있던 자리에 5 월드 트레이드 센터가 완공될 예정이며, 5 월드 트레이드 센터의 위치는 차량 보안 센터 남쪽 끝과 인접해 있다. 5 월드 트레이드 센터의 시공은 2021년 2월 승인되었다.

## 같이 보기
- 리버티 파크
- 세계 무역 센터 (2001년~현재)